# Kalle Kanin
Kalle Kanin, Oswald the Lucky Rabbit, är en tecknad kanin som skapades av Walt Disney och Ub Iwerks. Kalle Kanin hade huvudrollen i tecknade kortfilmer gjorda av Universal Pictures år 1927. Walt Disney övergav projektet och skapade istället Musse Pigg. Charles Mintz och George Winkler och senare Walter Lantz tog över produktionen till år 1943. År 2006 tog Disney tillbaka Kalle, och sedan dess har han visats i Disney-parkerna och fått sin egen merchandise.
Kalle Kanin har även förekommit i flera tecknade serier, bland andra tecknade av Walt Kelly och Jack Bradbury. Flera av dessa serier har publicerats på svenska i tidningen Hacke Hackspett.

## Filmografi (i urval)

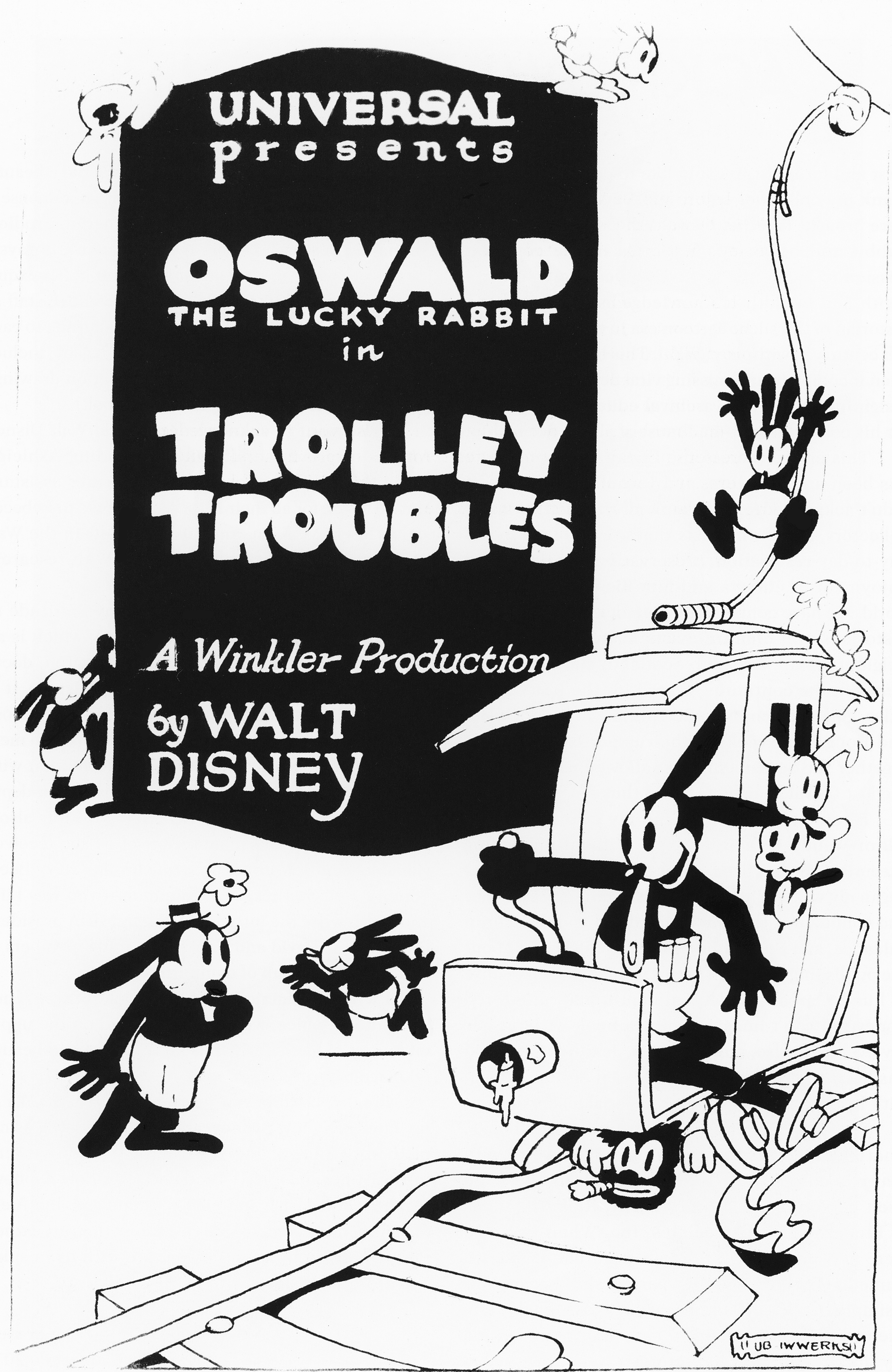
Affisch för Trolley Troubles

### Disneys filmer 1927
1. Trolley Troubles
2. Oh Teacher
3. The Mechanical Cow
4. Great Guns!
5. All Wet
6. The Ocean Hop
7. The Banker's Daughter (försvunnen film, bara bildmanus sidor och teckningar har överlevt)
8. Empty Socks (återfunnen 2014)[3]
9. Rickety Gin (försvunnen film, bara bildmanus sidor har överlevt)

### Disneys filmer 1928
1. Harem Scarem (försvunnen film, bara teckningar från delar av filmen har överlevt)
2. Neck 'n' Neck (delar av filmen återfunna 2018)
3. The Ol' Swimmin' Hole (återfunnen 2016)
4. Africa Before Dark (återfunnen på 2000-talet)
5. Rival Romeos
6. Bright Lights
7. Sagebrush Sadie (försvunnen film, bara bildmanus sidor och teckningar från delar av filmen har överlevt)
8. Ride 'Em Plowboy (försvunnen film, bara bildmanus sidor har överlevt)
9. Ozzie of the Mounted (nästan hela filmen har överlevt)
10. Hungry Hobos (återfunnen 2011)
11. Oh, What a Knight
12. Poor Papa (återfunnen på 2000-talet)
13. The Fox Chase
14. Tall Timber (på svenska som Lycklige Agaton som forsfarare)
15. Sleigh Bells (återfunnen 2015)
16. Hot Dog (försvunnen film, bara bildmanus sidor och teckningar från delar av filmen har överlevt)
17. Sky Scrappers

### Winklers filmer 1928
1. High Up
2. Mississippi Mud (försvunnen)
3. Panicky Pancakes (försvunnen)
4. Fiery Fireman
5. Rocks and Socks (försvunnen)
6. South Pole Flight (försvunnen)
7. Bull-Oney (försvunnen)
8. A Horse Tale (försvunnen)
9. Farmyard Follies

### Winklers filmer 1929
1. Homeless Homer
2. Yanky Clippers
3. Sick Cylinders (Lycklige Agaton blir motordåre)
4. Hold 'Em Ozzie! (återfunnen 2016)
5. Alpine Antics (Lycklige Agaton i Alperna)

### Lantz' filmer 1929
1. Race Riot (Lycklige Agaton som jockey)
2. Oil's Well (Lycklige Agaton blir oljemagnat)
3. Permanent Wave (Lycklige Agaton som lättmatros)
4. Hurdy Gurdy (Lycklige Agaton som gårdsmusikant)
5. Snow Use

### 1930
1. Kisses and Kurses (försvunnen)
2. Tramping Tramps (Lycklige Agaton på luffen)
3. The Hash Shop (Lycklige Agaton som kypare)
4. Not So Quiet (Lycklige Agaton i fält)
5. Spooks (Lycklige Agaton på spökoperan)
6. The Navy (Lycklige Agaton i flottan)
7. Mexico (Lycklige Agaton i Mexiko)
8. Africa (Lycklige Agaton i Afrika)
9. Alaska (Lycklige Agaton i Alaska)
10. Mars (Lycklige Agaton på Mars)

### 1931
1. China (Lycklige Agaton i Kina)
2. College (Lycklige Agaton vinner flickan och priset)
3. Shipwreck (Lycklige Agaton som skeppsbruten)
4. Dans på logen (The Farmer)
5. Country School (Lycklige Agaton i skolan)
6. The Hunter (Lycklige Agaton som jägare)
7. The Fisherman (Lycklige Agaton som skattsökare)

### 1932
1. A Wet Knight (Lycklige Agaton i spökslottet)

### 1933
1. The Plumber (Lycklige Agaton i det översvämmade huset)
2. The Shriek (Lycklige Agaton i schejkens våld)
3. Going to Blazes (Lycklige Agaton i eld och lågor)
4. Beau Best (Lycklige Agaton under öknens sol)
5. The Merry Old Soul (Lycklige Agaton på skansen) (Oscarsnominerad)
6. Små, små frön (Parking Space)

### 1934
1. The Toy Shoppe (Lycklige Agaton som leksaksfabrikör)
2. Wax Works (Lycklige Agaton på panoptikon)
3. Chris Columbus, Jr. (Lycklige Agaton som Columbus)

### 1935
1. The Hillbilly (Lycklige Agaton i kulregnet)
2. Towne Hall Follies (Lycklige Agaton roar sta'n)
3. Monkey Wretches (Lycklige Agatons apliv)

### 1937
1. The Birthday Party (Lycklige Agatons födelsedagskalas)

### 1943
- I påsklandet (The Egg Cracker Suite) (del av en annan serie)